# Diego Maurício
Diego Maurício Machado de Brito (* 25. Juni 1991 in Rio de Janeiro), genannt Diego Maurício, ist ein brasilianischer Fußballspieler.

## Karriere

### Verein
Diego Maurício spielte unter Trainer Rogério Lourenço in der Jugendabteilung von Flamengo Rio de Janeiro. 2010 wurde er an die erste Mannschaft herangeführt und debütierte schließlich am 29. Mai 2010 (3. Spieltag) gegen Grêmio Prudente in der Série A. Beim 1:1-Unentschieden gegen Avaí FC am 10. Spieltag erzielte er seinen ersten Treffer. In seiner ersten Saison wurde er in insgesamt 29 Partien eingesetzt, in denen er fünf Tore schoss. Aufgrund seiner Spielweise, die der Didier Drogbas ähnelt, gaben ihm die Fans den Spitznamen Drogbinha (Kleiner Drogba). 

### Nationalmannschaft
Mit der brasilianischen U-20-Nationalmannschaft nahm Diego Maurício Anfang 2011 an der Junioren-Südamerikameisterschaft in Peru teil. In acht Spielen traf er zwei Mal und gewann nach einem 6:0-Finalerfolg über Uruguay gemeinsam mit anderen Toptalenten wie Neymar oder Lucas den Titel.

## Erfolge
- U-20-Südamerikameister: 2011
- Taça Guanabara: 2011

## Auszeichnungen
Indian Super League
- Torschützenkönig: 2022/23